# 屠何
不屠何，又稱不著何、屠何、豹胡，古代民族，為東胡部族之一。在春秋時代受齊國、燕國攻擊而滅亡，其領土被設置為遼西郡。段部鮮卑為其後裔。

## 歷史
中國對於屠何部的記載不多。
不屠何被認為是東北夷之一，曾有向周朝朝貢記錄。曾入侵燕國，受到齊國齊桓公領軍擊破，在國勢衰弱後，受周圍國家攻擊，最後亡於燕國。
其故城位於遼西。
至東漢時，尚有被稱為徒何的鮮卑部落。

## 延伸阅读
[在维基数据编辑]
 《欽定古今圖書集成·方輿彙編·邊裔典·不屠何部》，出自陈梦雷《古今圖書集成》